# 東洋紡績楠工場
東洋紡績楠工場（とうようぼうせきくすこうじょう）は、三重県三重郡楠町（現在の四日市市楠地区）に東亜紡織楠工場と共に立地している東洋紡績株式会社の小規模毛糸工場。現在は同じ四日市市内の東洋紡績三重工場と統合して東洋紡三重楠工場となっている。楠町長だった岡田武兵衛によって誘致された紡績工場で昭和9年1月に東洋毛織工業として創立された。翌年の昭和10年に10月近代羊毛工場として操業を開始して昭和17年4月に合併により東洋紡績株式会社の楠毛糸工場となる。戦時統制の苦難の時代に原料の入手難、操業率の低下を受けるが工場の徴用救出を逃れて戦災を全く受けなかった。戦災が無かったので戦後の工場操業の立ち直りも早く行われた。

## データ
- 工場面積（昭和50年4月）161032㎡
- 従業員数　
  - 戦前（昭和13年）　773人。
  - 昭和29年1509人。
  - 昭和35年1269人。　
  - 昭和43年1269人。　
  - 昭和50年834人。
- 主要製品（昭和35年）毛編毛糸・梳毛糸。[1]

## 楠村による工場誘致
- 楠村は工場誘致に成功したが、受け入れ施設や体制が無かった。岡田武兵衛村長・亀田村議・川村区長の3人が発起人となって土地会社を設立した。進出企業や四日市方面の資本家、楠村内の有志に株式を募集1750株1株20円合計35000円の払い込みを得て楠土地建物株式会社として設立した。主要事業として行ったのは以下である。
- ①土地建物の売買斡旋事業。
- ②土地建物の分譲事業。
- ③借家の建設事業。
- ④料理旅館の委託経営事業。
- ⑤吉崎海水浴場の開設事業（白砂青松の吉崎海岸を広大な面積にわたって買収、魚勘旅館を買収して大改造、別館も増築した。青波楼と名付けて会社で経営、釣堀なども築造。夏には北楠駅～吉崎海岸にバスを運行。バス料金と料理7品をセットとして合わせて3円のクーポン券を販売して利用客の増加に努めた）。
- ⑥楠劇場の建設事業（津市から劇場を南五味塚に移築改築したものが楠劇場の開設で会社従業員のが楽施設として利用されたもの）の経営事業である。[2]
- 東洋毛糸紡績は昭和7年に塩浜に羊毛毛糸工場の建設を決定した。それから1年後の昭和8年に河崎助太郎社長によって三重郡楠村への同種類の羊毛工場建設が決定された。四日市港の背後地に強力な開発を進める榎並赳夫常務と岡田武兵衛楠村長が誘致に関わった。榎並常務は河崎社長の三重県桑名市播磨村の松茸狩りに招かれてその席で「榎並君もう1つ毛織工場を新設したいが適当な場所はないか」「羊毛紡績工場を5万坪内外の敷地に造成して少なくとも毛糸4セットの設備にしたい。適当な場所があれば話をもってきてくれないか」夢のような話を岡田武兵衛楠村長に伝えて、四日市港と羊毛紡績工場との関係や今後の楠村の街作りについて話し合った。岡田武兵衛村長は楠村は山も谷もなくて鈴鹿川に囲まれた田地と畑があるに過ぎない村である。四日市港の発展が楠村発展のかぎである。楠村の北五味塚から本郷を経て河原田村に至る県道がある。この三重県道沿いに約5万坪の土地を選定して地主や村長と土地買収の交渉をした。関西急行電鉄（現在の近鉄）の引き込み線を東洋毛糸紡績の工場へ入れて、当時休止中の北楠駅を復活する事を村長と電鉄と交渉して楠村の1年間の予算と同じ2万4000円ほどかかった。銀行から楠村村会議員と各字の区長の保証で借用して用立てた。[3]

## 東洋毛糸工業との仮契約
- 昭和8年11月11日に行われる。
- 楠村長（岡田武兵衛）
- 楠村会議員（昭和8年～昭和12年）
  - 本郷（岡田武市）　
  - 北一色（坂倉大喜知）　
  - 小倉（堤要作・寺本藤十郎）　
  - 北五味塚（亀田松太郎・森川常治郎）
  - 南川（田中善男）　
  - 南五味塚（竹野条之丞・服部八太郎・服部栄蔵・加田喜平・宮崎由太郎）
- 区長
  - 本郷区長（森谷和義）　
  - 北一色区長（坂倉庄九郎）　
  - 小倉区長（須藤辰次郎）　
  - 小倉新田区長（立木銀右衛門）　
  - 吉崎区長（坂倉玄之助）　
  - 北五味塚区長（川村慶市）　
  - 南五味塚区長（杉野市太郎）　
  - 南川区長（北川次郎）[4]

## 工場の近代化
- 昭和時代戦後期の繊維工場では徹底した省力化、自動化を進展させて小人数の労働者での生産が目標となった。
- 東洋紡績株式会社では近年になって、昭和63年に手編糸製造特急列が完成した。
- 平成4年にオーセント設備が完成した。
- 平成6年に、オートコーナー238が完成した。
- 平成7年に精紡機AD化設備が完成した。
- 平成9年に精紡機のRXWが4台も増設されて、仕上工程捲返機2台増設など省力化・自動化の努力がされた。[5]
- 東洋紡績楠工場が所属する東洋紡三重が4分社化された。
- 平成14年に羊毛事業再構築計画を実施したため以下の企業に分割された。
- 東洋紡三重テクノウールは平成11年に東洋紡績楠工場と四日市市常盤地区内の中川原駅周辺の中川原の三重工場が統合して中川原に東洋紡テクノウールが誕生した。東洋紡三重楠工場医療用具製造センターが東洋紡績楠工場にできる。東洋紡ロジスティク楠は物流事業と倉庫事業をしている。東洋紡ミシン糸と給食事業をする東洋紡実業ができた。北楠駅付近に楠工場が立地している。
- 1989年（平成元年）には300人を超えた女子寮の女子が、2000年（平成12年）には入居者が0人となり女子寮が解体された。東洋紡績楠工場には高級品にダイヤモンド毛糸の看板がある。楠町の本郷に立地。従業員は150人である。[6]

## 施設
工場敷地南東部の工場設備
1. 梳糸室
2. 梳毛地下室
3. 手編室
4. 精紡室
5. 合糸及び撚糸室
6. 糸忍室
7. ポンプ室
8. 荷造室
9. 上選別室
10. 下貯毛室
11. 整毛室
12. 地下室
13. トップ倉庫
14. 前紡室
15. 染色室

営業本部・宗教施設
- 事務所
- 稲荷社

門設備
1. 社宅通用門が2ヵ所
2. 通用門

倉庫設備
1. 原糸倉庫
2. 製品倉庫

社宅地・娯楽施設
1. 女子寄宿舎
2. 女寄学校
3. 浴場
4. 病院
5. 講堂
6. 食堂
7. バレーコート
8. テニスコート
9. 野球場
10. 男子寄宿舎
11. 分配所
12. 東洋紡楠社宅[7]